# Симоне Мартини
Симòне Мартѝни (ок. 1284, Сиена, Сиенска република, † юли 1344, Авиньон) е италиански живописец и миниатюрист, представител на Сиенската школа. Той е водеща фигура в развитието на ранната италианска живопис и оказва огромно влияние върху развитието на Международната готика.

## Живот
Смята се, че Мартини е ученик на Дучо ди Буонинсеня, водещ сиенски художник. Според късния ренесансов биограф Джорджо Вазари Мартини е ученик на Джото, с когото заминава за Рим, за да изрисуват старата базилика „Св. Петър“. Зет на Мартини е художникът Липо Меми. За живота на Мартини е оцеляла изключително малко информация.
Работи в Сиена, Неапол (в двора на неаполитанския крал Робер Анжуйски, където през 1317 г. му е дадено рицарско звание), Орвието, Асизи и Авиньон, където и умира.

## Творчество

### Три ранни творби
Към ранния период от творчеството на Мартини се причисляват три произведения, създадени до фреската „Маестà“ в Палацо Публико в Сиена. Всички те нямат точна дата на създаване и подпис на художника. Счита се, че Симоне се обучава в ателието на Дучо ди Буонинсеня. Изхождайки от това предположение, изследователите приписват на четката на Симоне „Мадоната с Младенеца“ („Мадона с младенеца“ № 583 от 1308 – 10 г., Национална пинакотека, Сиена). Това произведение от една страна демонстрира тесните връзки на Мартини с изкуството на Дучо, а от друга страна в него се забелязват черти, характерни за произведенията на Симоне Мартини.
Друго ранно произведение е фреската с изображение на Мадоната, открита от Енцо Карли и датирана от него към 1311 – 14 г.
Трето произведение е приписваната на ранния период на Симоне „Мадона Мизерикордия“ (Национална пинакотека, Сиена). Това е богато изпълнена картина с използване на злато, сребро и цветни камъни. В нея още е различимо влиянието на Дучо ди Буонинсеня в трактовката на типажите и позите на персонажите, и в същото време има някои явни новации. Въпросът за авторството на това произведение не е окончателно решен.

### „Маестà“
Залата на съвета в Палацо Публико е построена между 1304 и 1310 г. Нейните стени скоро започват да бъдат украсявани с фрески съгласно архивните документи от март 1314 г. Вероятно първата фреска е „Маестà“ на Симоне Мартини, завършена от него през юни 1315 г. Това е тържествена, пълна с йерархическа строгост композиция, изписана под влияние на „Маестà“ на Дучо ди Буонинсеня. Във фреската на Мартини може се види творческото развитие на идеите му по няколко направления. На първо място това е композицията, представляваща разчупена елипса, в центъра на която вече не на мраморен, както е у Дучо, а на златен трон стои защитницата и владичицата на Сиена – Мадоната с Младенеца. На второ място това е създаването на илюзията за пространства с помощта на червения балдахин и стълбовете, на които той се крепи. На трето място това е моделирането на фигурите и лицата. На долния ред, както у Дучо, са представени светите покровители на Сиена: св. Ансан, св. епископ Савин, св. Кресценций и св. Виктор. Стълбовете, на които се крепи балдахинуът, символично се поддържат от апостолите Петър, Павел, и Йоан Богослов и Йоан Кръстител.
Симоне прави в щукатурата резки и слага там цветни стъкълца, за да придаде на фреската сияние, а също така използва и олово.

### Фрески в капелата на Св. Мартин в Асизи
Датировката на тези фрески е дискусионна, макар учените да се обединяват около 1317 г. Симоне Мартини изобразява десет сцени от живота на св. Мартин Турски, основавайки се на Златната легенда на Якопо да Вораджине. Съгласно християнската традиция историята на св. Мартин има отношение към времето на управлението на император Юлиан. Мартин е конник, служещ в римската армия. През 344 г. той преживява дълбок религиозен поврат, приема християнството и отказва да служи на кесаря, и започва да служи на Бога. Впоследствие св. Мартин става епископ и извършва ред чудеса.
- Св. Мартин дели своя плащ с нищите.
- Сънят на св. Мартин.
- Посвещение в рицар.
- Отричане на св. Мартин от оръжието.
- Видение на св. Амвросий.
- Чудо по време на месата.
- Чудо с възкръсналия младеж.
- Чудо с огъня.
- Смъртта на Св. Мартин.
- Погребението на Св. Мартин.
- Дарителят на капелата, кардинал Сан Мартино ди Монти, пред св. Мартин.

Тези фрески са шедьовър на Симоне Мартини. Пространствените построения, човешките пози, множеството различни находки и иновации в трактовката на сюжетите предизвикват възхищение на неговите съвременници. Историята на св. Мартин е изписана деликатно и аристократично, без излишни ефекти, в изискан готически стил.

### Олтарна картина
Първата създадена от Симоне Мартини олтарна картина се счита „Олтар на св. Луи Тулузки“ (1317 г., Музей „Каподимонте“, Неапол), която той изпълнява по време на хипотетичното си пребиваване в двора на крал Робер Неаполитански. Тя представлява картина, на която св. Луи Тулузски коронясва Робер Неаполитански, като в това време ангели коронясват с небесна корона самия св. Луи. Символизмът на картината е ясен: Луи се съгласява да стане епископ, при условие че му позволят да встъпи във Францисканския орден, за което той тайно се договаря с папа Бонифаций VIII. Така той преживява живота си в бедност, чистота и безсребърничество. Симоне в картината скрива неговата бедност, изобразявайки Луи в богато и готическо красиво облекло. В ниската част на олтара се намират предели, в които са поставени 5 малки картини със сцени от житието на св. Луи Тулузки.

### Авиньонски период
„Благовещение“ или „Мадона Анунциата“ е картина на Симоне Мартини от 1333 г., изписана в късния му творчески период по време на престоя му в южната част на Франция, в Авиньон, през 1339 – 1342 г.. Тя се съхранява в Ермитажа в Санкт Петербург. Творбата има красива комбинация от златен фон с червени и сини тонове на дрехите, плавни линии, елегантно движение на тънките ръце на Мария. Удължените пропорции и извитата форма на силуета водят зрителя към Късната готика. Дълго време се е смятало, че втората лява част от диптиха с изображение на архангел Гавриил, който носи новината на Мария за предстоящото раждане на Христос, е загубен. Сега има предположение, че тази лява част е съхранявания в Националната галерия на Вашингтон „Архангел“, чийто размери и украса съвпада с картината от Ермитажа.
- Архангел Гавраил, Национална худ. галерия, Вашингтон
- Мадоната от Благовещение. Ермитаж, Санкт Петербург

От авиньонския период е запазен един полиптих, частите на който се пазят в различни музеи. Този полиптих с изображението на Страстите Христови, две части на който – „Разпятие“ и „Снемане от кръста“ се намират в Кралския музей за изящни изкуства (Антверпен), едната – „Носене на Кръста“ в Лувъра в Париж и още една – „Полагане в гроба“ – в Берлинската картинна галерия. Предполага се, че това неголямо произведение е поръчано на Симоне от Наполеоне Орсини, починал в Авиньонската курия през 1342 г., затова обикновено го наричат „Полиптих на Орсини“.
- Панели от Полиптих на Орсини
- Носене на Кръста, Лувър, Париж
- Разпятие, Кралски музей за изящни изкуства (Антверпен)
- Снемане от кръста, Кралски музей за изящни изкуства (Антверпен)
- Полагане в гроба, Берлинска картинна галерия
- Архангел Гавраил, обратна страна или затворено положение
- Благовещение, обратна страна или затворено положение

## Списък с произведения
- ок. 1317 г. Свети Луи Тулузки, коронясващ Робер Неаполитански, Национален музей и галерия „Каподимонте“, Неапол.
- 1315 – 1316 г. Маестà (Мадона под балдахина), Палацо Публико, Сиена.
- 1326 г. Сцени от живота на свети Мартин Турски (по поръчка на Робер Анжуйски), капела в църквата „Сан Франческо“ в Асизи.
- 1328 г. Кондотиер Гуидоричо да Фоляно, Палацо Публико, Сиена.
- 1333 г. „Благовещение“, съвместно с Липо Меми, Галерия „Уфици“, Флоренция.

- ок. 1340 г. Фронтиспис в ръкопис на Вергилий, принадлежал на Петрарка. Библиотека Амвросиана, Милано.[6]

### Портретен жанр
За влиянието на Симоне Мартини за създаване на портретния жанр вж. Италиански ренесансов портрет. 